# Dores do Indaiá (kommun)
Dores do Indaiá är en kommun i Brasilien.   Den ligger i delstaten Minas Gerais, i den sydöstra delen av landet, 500 km sydost om huvudstaden Brasília. Antalet invånare är 13 781.
Följande samhällen finns i Dores do Indaiá:
- Dores do Indaiá

Omgivningarna runt Dores do Indaiá är huvudsakligen savann. Runt Dores do Indaiá är det glesbefolkat, med 12 invånare per kvadratkilometer.